# The Light (W&Wの曲)
「The Light」（ザ ライト）は、2019年3月1日にシングル発売されたW&Wの楽曲。日本のバーチャルYouTuber、キズナアイとコラボレーションして制作された。

## 概要
ヴィレム・ファン・ハネトムによると、アニメソングの要素を持った高音のボーカルを探している過程でキズナアイとのコラボレーションが浮上したという。2019年2月23日、キズナアイが出演する本作をイメージした映像がSlush Tokyo 2019で上演された。映像はアメリカ合衆国の企業TheWaveVRが制作している。歌詞は日本語である。楽曲のジャケットはキズナアイがW&Wの象徴である「W」の文字を手で作っているデザインとなっている。3月15日までに、公式グッズとしてこのデザインを基にしたTシャツが制作された。
本作はいくつかのリズムゲームに収録され、コナミのアーケード筐体ゲーム「DANCERUSH STARDOM」と「DanceDanceRevolution A20」にプレイ対象曲として導入されているほか、マーベラスが販売している同じくアーケード向けの「WACCA」や、タイトーの「グルーヴコースター」シリーズなどにも収録されている。